# Serie 301 de Renfe

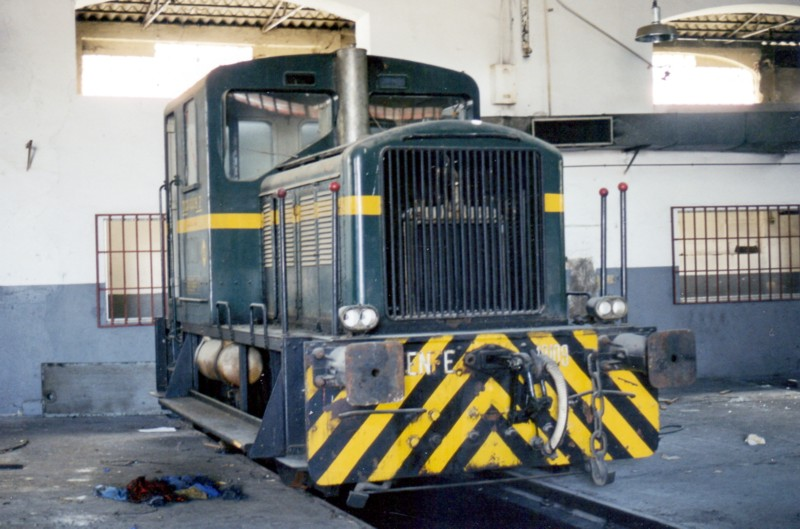
Locomotora 10109 (301-009), en el depósito de Madrid-Atocha.

La serie 301 de Renfe es un conjunto de locomotoras diésel-hidráulicas (160 kW, 48 km/h, 20 km/h en maniobras) fabricadas entre 1960 y 1963 por la Maquinista Terrestre y Marítima, Pegaso y Macosa. Por tener motor Pegaso, a estas locomotoras también se las conoce con el nombre de pegasines, aunque también se las apoda como Mé-Mé. Antiguamente estaban matriculadas como serie 10100.
Estas locomotoras, las de menor potencia y tamaño del parque de RENFE, fueron construidas a principio de los años sesenta par efectuar servicios de maniobras en estaciones y depósitos. Su diseño y construcción son totalmente nacionales, ciontando con un motor Pegaso y transmisión mecánica con embrague hidráulico. Las locomotoras estuvieron distribuidas por todas las zonas de la red.
En la actualidad la mayor parte de las máquinas están fuera de servicio o fueron desguazadas.

## Lista de locomotoras
| Número    | Número antiguo | Fabricante | N.º de fábrica | Año  | Estado                                                    |
| 301-001-4 | 10101          | Euskalduna | 1              | 1960 | Preservada por ASVAFER.                                   |
| 301-002-2 | 10102          | Euskalduna | 2              | 1962 | Desguazada                                                |
| 301-003-0 | 10103          | Euskalduna | 3              | 1962 | Expuesta en la estación de Cabra.                         |
| 301-004-8 | 10104          | Euskalduna | 4              | 1962 | Conservada en Venta de Baños.                             |
| 301-005-5 | 10105          | Euskalduna | 5              | 1962 | Desguazada                                                |
| 301-006-3 | 10106          | Euskalduna | 6              | 1962 | Apartada en el TCR de Villaverde, sin bielas.             |
| 301-008-9 | 10108          | Euskalduna | 8              | 1963 | En servicio, en Mora la Nueva.                            |
| 301-009-7 | 10109          | Euskalduna | 9              | 1963 | Expuesta en Getafe como monumento.                        |
| 301-010-5 | 10110          | Euskalduna | 10             | 1963 | Conservada por un particular en Valdelaguna.              |
| 301-011-3 | 10111          | Euskalduna | 11             | 1963 | Desguazada                                                |
| 301-012-1 | 10112          | Euskalduna | 12             | 1963 | Conservada en el Museo del Ferrocarril de Cataluña.       |
| 301-013-9 | 10113          | Euskalduna | 13             | 1963 | Desguazada                                                |
| 301-014-7 | 10114          | MACOSA     | —              | 1962 | Apartada en Valladolid-Argales.                           |
| 301-015-4 | 10115          | MACOSA     | —              | 1962 | Almacenada en Salamanca desde 2002.                       |
| 301-016-2 | 10116          | MACOSA     | —              | 1962 | Desguazada                                                |
| 301-017-0 | 10117          | MACOSA     | 170            | 1962 | Desguazada                                                |
| 301-018-8 | 10118          | MACOSA     | —              | 1962 | Desguazada                                                |
| 301-019-6 | 10119          | MACOSA     | —              | 1962 | Preservada por AVENFER en Venta de Baños.                 |
| 301-019-6 | 10119          | MACOSA     | —              | 1962 | Canibalizada.                                             |
| 301-020-4 | 10120          | MACOSA     | —              | 1962 | Conservada en Alcázar de San Juan.                        |
| 301-021-2 | 10121          | MACOSA     | —              | 1962 | Desguazada.                                               |
| 301-022-0 | 10122          | MACOSA     | —              | 1962 | Expuesta en Urnieta como monumento.                       |
| 301-023-8 | 10123          | MACOSA     | —              | 1962 | Expuesta en un pedestal de Fuencarral-Talleres.           |
| 301-024-6 | 10124          | MACOSA     | —              | 1962 | Desguazada                                                |
| 301-025-3 | 10125          | MACOSA     | 179            | 1962 | Desguazada                                                |
| 301-026-1 | 10126          | MACOSA     | 180            | 1962 | Expuesta en Almoines como monumento.                      |
| 301-027-9 | 10127          | MTM        | 16             | 1961 | Desguazada                                                |
| 301-028-7 | 10128          | MTM        | 17             | 1961 | Desguazada                                                |
| 301-029-5 | 10129          | MTM        | 18             | 1961 | Desguazada                                                |
| 301-030-3 | 10130          | MTM        | 19             | 1961 | Preservada en el Museo del Ferrocarril de Cataluña.       |
| 301-031-1 | 10131          | MTM        | 20             | 1961 | Desguazada                                                |
| 301-032-9 | 10132          | MTM        | 21             | 1961 | Desguazada                                                |
| 301-033-7 | 10133          | MTM        | 22             | 1961 | Desguazada                                                |
| 301-034-5 | 10134          | MTM        | 23             | 1961 | Desguazada                                                |
| 301-035-2 | 10134          | MTM        | 24             | 1961 | Desguazada                                                |
| 301-036-0 | 10136          | MTM        | 25             | 1961 | Desguazada                                                |
| 301-037-8 | 10137          | MTM        | 36             | 1961 | Desguazada                                                |
| 301-038-6 | 10138          | MTM        | 37             | 1961 | Desguazada                                                |
| 301-039-4 | 10139          | MTM        | 38             | 1961 | Desguazada                                                |
| 301-040-2 | 10140          | MTM        | 39             | 1961 | Desguazada                                                |
| 301-041-0 | 10141          | MTM        | 40             | 1961 | Desguazada                                                |
| 301-042-8 | 10142          | MTM        | 41             | 1962 | Desguazada                                                |
| 301-043-6 | 10143          | MTM        | 42             | 1962 | Desguazada                                                |
| 301-044-4 | 10144          | MTM        | 43             | 1962 | Conservada en un desguace de Salamanca desde 2006.        |
| 301-045-1 | 10145          | MTM        | 44             | 1962 | Actualmente en servicio con Renfe, en Orense.             |
| 301-046-9 | 10146          | MTM        | 45             | 1962 | Actualmente en servicio en la cementera de Tudela Veguín. |